# Ракетный удар по Кривому Рогу 4 апреля 2025 года
4 апреля 2025 года во время вторжения в Украину российские войска нанесли ракетный удар по жилому густонаселённому микрорайону в центре Кривого Рога — крупного города в Днепропетровской области — с применением баллистической ракеты «Искандер-М». Атака произошла в вечернее время и пришлась на территорию с жилыми домами, рядом с детской площадкой и сквером. Через несколько часов по городу был нанесён удар беспилотниками. В результате погибли 20 человек, включая 9 детей; 75 (включая 12 детей) получили ранения. Верховный комиссар ООН по правам человека Фолькер Тюрк назвал атаку самой смертоносной для детей с начала вторжения и указал, что атака может быть квалифицирована как военное преступление.

## Ход событий
4 апреля 2025 года незадолго до 19:00 вечера по местному времени ракета, выпущенная со стороны России, взорвалась над районом жилой застройки в Кривом Роге. Погибли 18 человек. В эпицентре взрыва оказались многоэтажные дома, частный сектор, ресторан, детская площадка и автомобильная стоянка. На месте удара не находилось ни одного военного объекта.
По данным Государственной службы Украины по чрезвычайным ситуациям (ГСЧС), в результате атаки были разрушены пять зданий, значительный ущерб был нанесён общественной инфраструктуре, автомобилям, образовательному учреждению.
Незадолго до полуночи по городу был нанесён дополнительный удар беспилотниками. Возникли пожары, были повреждены рельсы и контактная сеть. Погибла 56-летняя женщина, сгорев в частном доме; пострадали 7 человек.
6 апреля от ранений умер один из пострадавших, и общее число жертв обстрелов Кривого Рога 4 апреля достигло 20.
16 апреля местные власти сообщили о смерти ещё одного раненого.

## Обстоятельства
По версии ВС РФ удар был нанесен по одному из ресторанов города Кривой Рог (по данным СМИ ресторан RoseMarine), где проходило «совещание командиров и западных инструкторов». Российской стороной не было предоставлено никаких доказательств в подтверждение своей версии. Как выяснил проект «Система», в этот день в ресторане проходил анонсированный ранее съезд работников бьюти-индустрии, а также день рождения одного из посетителей.  OSINT-расследователи установили, что эпицентр взрыва находился ближе к детской площадке, чем к ресторану, который был лишь повреждён осколками. СМИ опубликовали видеозаписи с камер наблюдения ресторана в момент удара, отмечая, что камеры не зафиксировали ни одного военнослужащего, ни внутри ресторана, ни возле него.
С начала полномасштабного вторжения Россия отрицает факты нанесения российскими войсками целенаправленных ударов по гражданской инфраструктуре, в то время как Украина и международные организации подтверждают целенаправленный характер таких ударов и квалифицируют их как военные преступления.

### Тип боеголовки
По версии Вооружённых сил Украины, атака была произведена ракетой «Искандер-М» с кассетной боевой частью для наивысшего числа жертв. По версии ВС РФ удар был нанесен «высокоточный удар» фугасной боевой частью. Аналитики Conflict Intelligence Team, Ян Матвеев и военный обозреватель «Новой Газеты Европа» Илья Волжский пришли к выводу, что взрыв был один, и была применена не кассетная боеголовка, а осколочно-фугасная с воздушным подрывом, предназначенная для поражения живой силы вне укрытий, а не зданий, что опровергает заявленную Россией цель удара. Илья Волжский отметил, что применение боеголовки с воздушным подрывом по городу неминуемо вело к жертвам среди гражданских. Аналитики CIT отметили, что обычно Россия применяла ракеты «Искандер» для ударов по важным целям.

## Жертвы и разрушения

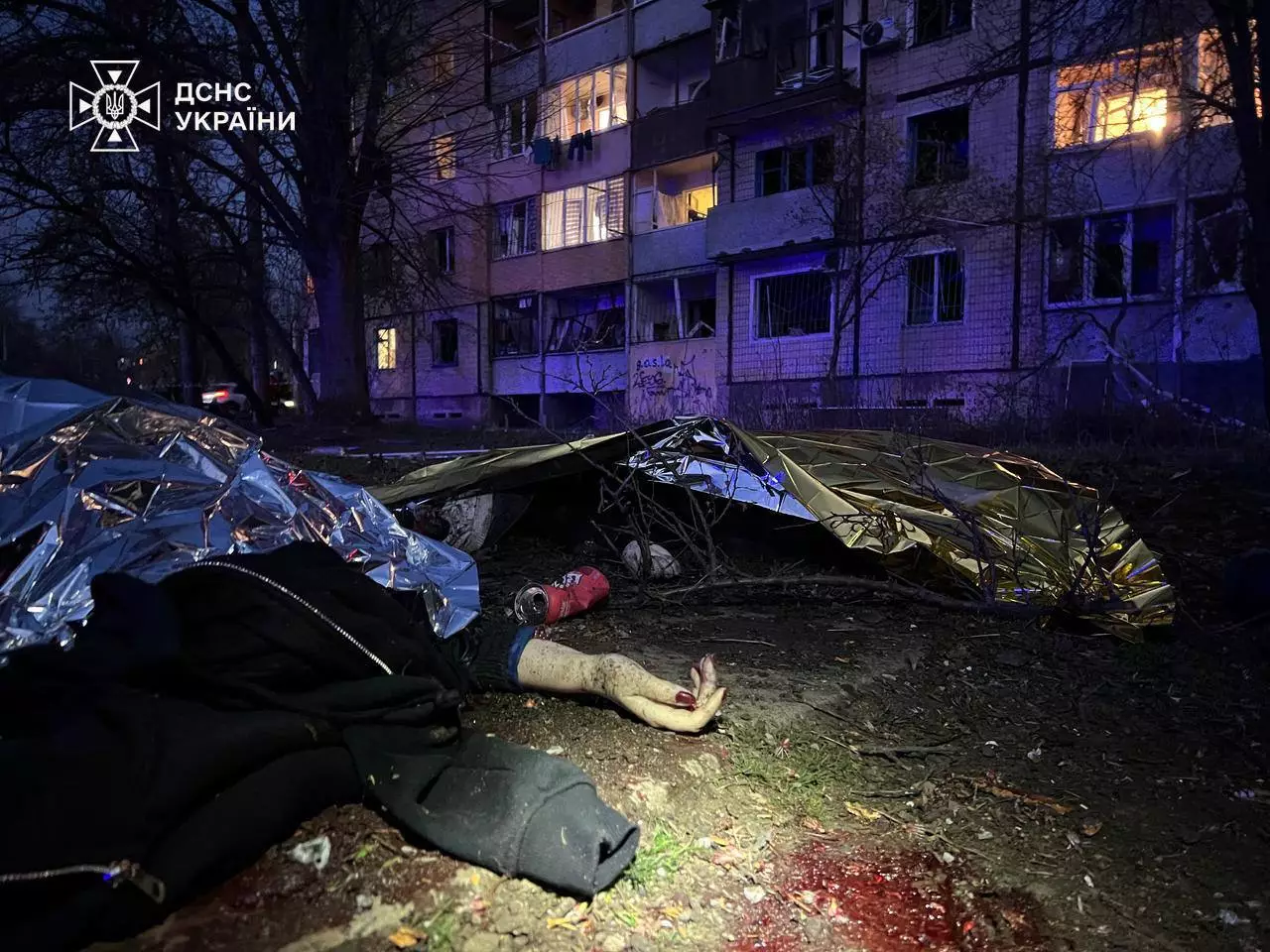
Тела погибших

Погибли 20 человек, из них 9 — дети. Ранены 75 человек, в том числе 12 детей. Многие жертвы находились на детской площадке. По данным главы областной администрации Сергея Лысака, почти половина пострадавших госпитализированы, из них 17 — в тяжёлом состоянии.
Повреждены 44 многоэтажных и 23 частных дома, 8 учреждений образования и культуры, 26 объектов бизнеса, административное здание, детская площадка, десятки автомобилей.

## Реакция

### Украина
В Кривом Роге был объявлен трёхдневный траур с 7 по 9 апреля. 6 апреля было объявлено днём траура по всей Украине.
В заявлении Генштаба ВСУ произошедшее названо «циничным преступлением».

### Мировая общественность
Верховный комиссар ООН по правам человека Фолькер Тюрк выразил потрясение в связи с ударом российских вооружённых сил. Сотрудники Управления ООН по правам человека 5 апреля посетили место удара, задокументировали ущерб и установили имена погибших детей. Управление отметило, что этот удар (по данным, которые управлению удалось подтвердить) стал самым смертоносным для детей за всё время полномасштабного вторжения. Отмечены следы сотен осколков на зданиях, качелях и горках на детских площадках, деревьям и земле. Согласно Верховному комиссару ООН по правам человека, атака может быть квалифицирована как военное преступление.
Министр иностранных дел Эстонии Маргус Цахкна выразил соболезнования в связи с трагедией в Кривом Роге.

### Россия
Пресс-секретарь президента России Дмитрий Песков, комментируя убийство гражданских, заявил, что российские войска «бьют исключительно по военным и околовоенным целям» и «никаких ударов по социальным объектам, по объектам социальной инфраструктуры не наносят». Журналисты установили, что в ресторане, рядом с которым ракета ударила по двору жилого здания, проходили мероприятия гражданских, а не военных.